# Aristida geminiflora
Aristida geminiflora är en gräsart som beskrevs av Eugène Pierre Nicolas Fournier. Aristida geminiflora ingår i släktet Aristida och familjen gräs. Inga underarter finns listade i Catalogue of Life.